# Hilbesheim
 Hilbesheim  es una comuna      y población de Francia, en la región de Lorena, departamento de Mosela, en el distrito de Sarrebourg y cantón de Fénétrange.
Su población en el censo de 1999 era de 515 habitantes.
Está integrada en la Communauté de communes du Pays de Fénétrange .

## Demografía
| 428 | 432 | 473 | 469 | 472 | 515 |
| Para los censos de 1962 a 1999 la población legal corresponde a la población sin duplicidades (Fuente: INSEE [Consultar]) |     |     |     |     |     |